# The Virtuous Sin
Pour plus de détails, voir Fiche technique et Distribution.
The Virtuous Sin est un film américain réalisé par George Cukor et Louis J. Gasnier, sorti en 1930.

## Synopsis
Marya est mariée à Victor Sablin, un étudiant en médecine, qui ne supporte pas la vie militaire lorsqu'il est enrôlé dans l'armée russe pendant la Première Guerre mondiale. Lorsque son mari est condamné à mort par un peloton d'exécution en raison de son insubordination, Marya s'offre au général Gregori Platoff pour le sauver. Lorsque les deux hommes tombent inopinément amoureux, Victor, sans se soucier du fait que sa vie a été épargnée, menace de tuer son rival. Sa détermination à éliminer le général vacille lorsque Marya lui avoue qu'elle n'est pas amoureuse de son mari et ne l'a jamais été.

## Fiche technique
- Titre : The Virtuous Sin
- Réalisation : George Cukor et Louis J. Gasnier
- Scénario : Martin Brown et Louise Long d'après la pièce de Lajos Zilahy
- Photographie : David Abel
- Montage : Otho Lovering
- Musique : Sam Coslow, Karl Hajos, Howard Jackson, Ralph Rainger, Max Terr
- Pays de production :  États-Unis
- Format : Noir et blanc — 35 mm — 1,20:1 — Son : Mono (Western Electric Sound System)
- Métrage : 2 206 mètres (9 bobines)
- Genre : Comédie dramatique
- Durée : 80 minutes (1 h 20)
- Dates de sortie : 
  - États-Unis : 24 octobre 1930 (New York)
  - États-Unis : 1er novembre 1930 (sortie nationale)

## Distribution
- Walter Huston : Gregori Platoff
- Kay Francis : Marya Ivanova Sablin
- Kenneth MacKenna : Victor Sablin
- Jobyna Howland : Alexandra Stroganov
- Paul Cavanagh : Orloff
- Eric Kalkhurst : Glinka
- Oscar Apfel : Ivanoff
- Gordon McLeod : Nikitin
- Victor Potel : Sentry